# Station Bondivann
Station Bondivann is een station in  Bondivann in de gemeente Asker in fylke Viken  in  Noorwegen. Het station ligt aan de Spikkestadlijn. 